# 馬丁山 (奧次地)
69°24′S 157°10′E / 69.400°S 157.167°E
馬丁山（英語：Mount Martyn）是南極洲的山峰，位於奧次地，處於埃爾德峰以南6公里，屬於拉扎列夫山脈的一部分，由美國海軍拍攝照片，現時由南極條約體系管理。